# Boston Cup 1998
Il Boston Cup 1998 è stato un torneo di tennis che si è giocato sul cemento.  Il torneo faceva parte dellaq categoria Tier III nell'ambito del WTA Tour 1998. Si è giocato al Longwood Cricket Club di Chestnut Hill negli USA, dal 10 al 16 agosto 1998.

## Campionesse

### Singolare
Mariaan de Swardt ha battuto in finale  Barbara Schett con il punteggio di 3–6, 7–6, 7–5

### Doppio
Lisa Raymond /  Rennae Stubbs hanno battuto in finale  Mariaan de Swardt /  Mary Joe Fernández con il punteggio di 6–4, 6–4